# Педальная слайд-гитара
Педальная слайд-гитара (англ. pedal steel guitar) — слайд-гитара консольного типа с педалями и коленными рычагами, которые изменяют высоту звука определённых струн, позволяя воспроизводить более разнообразную и сложную музыку, чем на более ранних видах слайд-гитар. Как и другие слайд-гитары, она может воспроизводить неограниченное количество глиссандо (скользящих нот) и глубоких вибрато, чем схожа с человеческим голосом. Педальная слайд-гитара чаще всего ассоциируется с американским кантри и гавайской музыкой.
В 1940 году к лэп-слайд-гитаре были добавлены педали, что позволило исполнителю играть мажорную гамму, не перемещая слайд, а также нажимать на педали во время взятия аккорда, делая негармоничные ноты размытыми или делать бенды в гармонии с уже взятыми нотами. В последнем случае получался уникальный звук, который был популярен в музыке кантри и вестернах — ранее недоступный для слад-гитар, не имеющих педалей.
Слайд-гитары появились на Гавайях в XIX веке, после чего, в первой половине XX века, звучание инструмента стало популярно во всей стране и породило семейство инструментов, разработанных специально для игры на гитаре в горизонтальном положении, также известном как «гавайский стиль». Первым инструментом в этой хронологии была гавайская гитара, также называемая лэп-слайд-гитарой; следующей была коленная гитара с резонатором для увеличения громкости, впервые изготовленная фирмами National и Dobro Corporation. После того как в 1934 году был изобретён звукосниматель появилась первая электро-слайд-гитара, затем консольная слайд-гитара и, наконец, педальная.
Игра на педальной слайд-гитаре требует хорошей координации, поскольку задействует одновременно обе руки, обе ноги и оба колена (колени воздействуют на рычаги на медиальной и боковой сторонах каждого колена); единственный другой инструмент с аналогичными требованиями — это американский язычковый орган. Пионерами в разработке инструмента были Бадди Эммонс, Джимми Дэй, Бад Айзекс, Зейн Бек и Пол Бигсби. Помимо американского кантри, этот инструмент используется в духовной музыке на востоке и юге Соединённых Штатов (так называемая Sacred Steel), джазе и нигерийской музыке.

## Ранняя история и эволюция
Классические гитары были завезены на Гавайские острова в конце XIX века европейскими моряками и мексиканскими «вакеро». Гавайцы не приняли стандартную настройку гитары, и вскоре перенастроили инструменты, чтобы они звучали мажорным аккордом при игре на всех шести струнах, что теперь известно как «открытый строй». Для такого строя характерен термин «слэк-ки», потому для его достижения «ослабляются» определённые струны. Для чередования аккордов гавайцы использовали какой-нибудь гладкий предмет, обычно кусок трубы или металла, скользя им по струнам до четвёртой или пятой позиции, легко играя трёхаккордную песню. Из-за того, что было физически неудобно водить по струнам стальным, прижимая гитару к телу, инструмент начали класть на колени и играть на нём сидя. Такой стиль звукоизвлечения стал популярен на Гавайях и распространился по всему миру.

## Электрическое усиление
Гавайские лэп-слайд-гитары были недостаточно громкими, чтобы конкурировать с другими инструментами, и многие изобретатели пытались решить эту проблему. В 1920-х годах слайд-гитарист из Лос-Анджелеса по имени Джордж Бошам узнал о изобретении рожка, похожего на мегафон, который прикреплялся к слай-гитарам, чтобы сделать их громче. Создателем прибора был мастер по ремонту скрипок по имени Джон Допера и его брат Руди. Отправившись в мастерскую Допера Бошам ознакомился с прототипом, который представлял собой большой рожок Victrola, прикреплённый к гитаре, но он не давал особого эффекта. Вторая версия усилителя представляла собой конусный резонатор, напоминающий большой металлический громкоговоритель, прикреплённым под бриджем гитары, и полностью выполняла свою функцию. Воодушевлённый успехом, Бошам предложил братьям Допера поставить их изобретение на поток. Резонатор было представлен публике на пышной вечеринке в Лос-Анджелесе и продемонстрирован известным гавайским слайд-гитаристом Солом Хупи. В тот же день в компанию инвестировали 12 000 долларов.
Компания начала серийное производство гитар с металлическими корпусами и новыми резонаторами. Однако между братьями и Бошамом возникли финансовые разногласия, переросшие в судебную тяжбу, которую выиграли Доперы. В итоге братья основали Dobro Corporation (Dobro — аббревиатура от DOpyera и BROthers). Бошам остался без работы, в течение многих лет мечтая создать «электрогитару», которая стала камнем преткновения в споре с братьями, так как они ставили ему в вину трату слишком большого количества времени на идею электрификации инструмента, вместо улучшения его резонаторной части. Бошам записался на курсы электротехники — создав прототип в виде однострунной гитары из куска пиломатериала размером 2x4 и экспериментируя с звукоснимателями из фонографа, но безуспешно. В конце концов ему пришла в голову идея использовать два подковообразных магнита, опоясывающих гитарные струны наподобие браслета, и шесть маленьких металлических стержней, обмотанных проволокой, для концентрации магнитного поля (по одному под каждой гитарной струной).
Подключив прототип к электронному усилителю и громкоговорителю Бошам добился желаемого результата. Изобретатель заручился помощью опытного мастера, чтобы сделать гитарный гриф и корпус для присоединению к своему устройству. Окончательная конструкция, по его мнению, напоминала сковороду, именно так инструмент и прозвали первоначально. Бошам подал заявку на патент 2 июня 1934 года, получив его 10 августа 1937 года. Он попросил своего соседа, инженера по имени Адольф Рикенбакер, помочь в производстве инструмента, и вместе они основали компанию названную «Ro-Pat-In», но вскоре переименованную в «ElectroString». Марка гитар называлась «Rickenbacker», потому что они думали, что это имя легче произносится, чем «Beauchamp» (произносится как Beecham), и потому что имя двоюродного брата Адольфа, Эдди Рикенбакера, американского пилота и аса времён Первой мировой войны, было хорошо известно в США в то время.
В 1931 году Великая депрессия была в самом разгаре, и люди не покупали гитары; кроме того, патентное ведомство задержало рассмотрение заявки, отчасти из-за того, что у них не было подходящей категории для изобретения — не могли определить был ли это музыкальный инструмент или электрическое устройство. Конкуренты ElectroString нарушили патент, но у владельцев не было денег обжаловать нарушения. В конечном счёте Бошам был лишён экономической выгоды от своего изобретения, потому что оно было быстро усовершенствовано конкурентами, что сделало патент устаревшим. Самым успешным продуктом Electrostring была гавайская гитара (лэп-слайд) A22 «Frying Pan», первый в своём роде электрифицированный инструмент с металлическим корпусом, меньшим, чем у традиционной испанской гитары, для игры на коленях музыканта.
Изобретение Бошама повлияло на два важных фактора: во-первых, для электрогитары нужен усилитель, чтобы её использовать; во-вторых, электрогитары не обязательно должны иметь традиционную форму — этот вывод отразился на дизайне будущих инструментов.

## Лэп-слайд-гитара
Первая лэп-слайд-гитара имела меньший корпус, но все же сохранила оригинальную форму. Производители инструментов быстро начали изготавливать их в виде прямоугольного деревянного бруска с электрическим звукоснимателем, предшественником педальной слайд-гитары. По словам музыкального историка Майкла Росса, первой коммерческой записью, созданной при участии электрифицированного струнного инструмента, была свинговая мелодия Боба Данна 1935 года. Он записал её с Милтоном Брауни его ансамблем The Musical Brownies. Брауна называют «отцом западного свинга». Неотъемлемым минусом лэп-слайд-гитары было ограничение количество аккордов, которые нельзя было менять во время исполнения без перенастройки инструмента. По этой причине для музыкантов доступно множество различных гитарных строев.

## Лэп-слайд становится консольным слайдом
Следующей проблемой, которую нужно было решить, была необходимость реализация возможности игры разными «голосами» на одной и той же гитаре; то есть способ настройки струн. Единственным способом добиться этого в то время было добавление двойного грифа и струн на один и тот же инструмент, настроенных по-разному.
Музыканты продолжали добавлять грифы, и в итоге их количество увеличилось до четырёх. Инструмент становился всё более крупным и тяжёлым (теперь это называется «консолью»), что требовало его установки на подставку, а не на колени исполнителя. Ноэль Боггс, выступающий с Бобом Уиллсом, получил первую слайд-гитару, сделанную Лео Фендером, в 1953 году. Испытывая свои инструменты Фендер полагался на лучших исполнителей. Боггс был одним из первых музыкантов, задействующих другой гриф во время соло. Леон Маколифф, композитор «Steel Guitar Rag», также играл с Бобом Уиллсом и использовал слайд-гитару с несколькими грифами. Когда Уиллс произнёс свой известный слоган «Убери это, Леон», он имел в виду Маколиффа. Консольная слайд-гитара Fender Stringmaster с тройным грифом использовалась при записи хита «Sleep Walk» (1959), инструментальной композиции сочинённой The Farina Brothers — Санто и Джонни.

## Консольный слайд становится педальным слайдом
Высокая стоимость гитары с несколькими грифами делала такие инструменты недоступными для большинства музыкантов. Изобретатели поставили цель создать педаль, которая изменяла бы высоту звука всех струн одновременно, чтобы имитировать второй гриф. В 1939 году такой инновацией была оснащена гитара «Electradaire». Педаль управляла соленоидом, запускающим электрический прибор для изменения натяжения струн. Однако, идея не увенчалось успехом. В том же году музыкант Альвино Рей привлёк мастера для создания педалей меняющих высоту струн, тоже потерпев фиаско. Братья Харлан из Индианаполиса создали «Multi-Kord» с универсальной педалью, которую можно было довольно легко настроить для регулировки высоты звука любой или всех струн, но которую было чрезвычайно трудно нажать при одновременном натяжении всех струн. В 1940 году компания Gibson Guitar Company представила «Electraharp» с педалями, направленными радиально от одной оси на левой задней ножке инструмента. Инструмент не пользовался популярностью, всего было продано всего 43 экземпляра, после чего производство остановили. Свою роль в отсутствие спроса сыграло вступление США во Вторую мировую войну. После Второй мировой войны Gibson доработали и перевыпустили Electraharp. Бад Айзекс использовал её в своей песне «Big Blue Diamonds», записанной на King Records.
Самая успешная педальная система была разработана примерно в 1948 году Полом Бигсби, мастером мотоциклетного магазина и гонщиком, который также изобрёл коммерчески успешный хвостовик испанской гитары вибрато. Бигсби поставил педали на стойку между двумя передними ножками стальной гитары. Педали приводились в действие механическим рычагом меняющим силу натяжения, чтобы повысить высоту струн.
Бигсби создавал гитары собственного дизайна для выдающихся слайд-музыкантов того времени, включая Спиди Уэста, Ноэля Боггса и Бада Айзекса. Однако, Бигсби был энтузиастом, который работал в одиночку в гараже и не мог удовлетворить спрос. Одна из первых гитар Бигсби использовалась Эдди Кирком в песне «Candy Kisses» (1949). Вторая модель Бигсби досталась Спиди Уэсту — он задействовал ей во во многих своих песнях.

## Педальная слайд-гитара в кантри: рождение нового звука
В 1953 году Бад Айзекс получил одно из новых творений Бигсби, слайд-гитару с двойным грифом имевшую педали для изменения высоты звука только двух струн. Айзекс был первым, кто начал жать на педаль во время звучания нот. Другие слайд-гитаристы категорически избегали этого, потому что это считалось «негавайским» звуком.
Когда Айзекс впервые использовал этот инструмент в песне Уэбба Пирса «Slowly» (1953), он нажимал на педаль во время исполнения аккорда, так что можно было услышать, как ноты изгибаются снизу в существующий аккорд, гармонируя с другими струнами, создавая потрясающий эффект, который был невозможен со старыми (без педалей) лэп-слайд-гитарами. Виртуозный слайд-гитарист Ллойд Грин так высказался об этой записи: «С появлением этой записи этот парень, Бад Айзекс, добавил новую механику в музыкальное осмысление слайд-гитары. Отголоски песни слышны до сих пор». Выпуск этой песни ознаменовал рождение будущего звучания кантри-музыки и вызвал виртуальную революцию среди слайд-гитаристов, которые хотели воспроизвести подобный звук.
В 1950-х член зала славы слайд-гитары Зейн Бек добавил к педальной слайд-гитаре коленные рычаги, способные сгибать ноты вниз. Музыкант может перемещать колени вправо, влево или вверх (в зависимости от модели), вызывая различные изменения высоты тона. Рычаги функционируют в основном так же, как ножные педали, и могут использоваться отдельно, в сочетании с другой педалью или, чаще всего, в сочетании с одной или двумя ножными педалями. Впервые они были добавлены к слайд-консоли Рэя Норена. Первоначально коленные рычаги просто понижали высоту звука, но в последующие годы, после ряда усовершенствований, их приспособили повышать или понижать высоту звука.

## Вклад Бадди Эммонса в совершенствовании педальной слайд-гитары
Когда вышел «Slowly», Бигсби конструировал гитару для слайд-виртуоза Бадди Эммонса. Эммонс услышал исполнение Айзекса этой песни и сказал Бигсби настроить свою гитару, чтобы разделить функцию одной педали на две, каждая из которых управляет отдельной струной. Это давало преимущества в создании аккордов без наклона или перемещения слайда, например, минорных и сас-аккордов. Джимми Дэй, ещё один выдающийся слайд-гитарист того времени, сделал то же самое, но поменял местами струны, на которые воздействовали две педали. Это побудило будущих производителей спрашивать клиентов, хотят ли они установку «Дэй» или «Эммонс». В 1957 году Эммонс объединился с гитаристом/гитарным мастером Гарольдом «Шотом» Джексоном, чтобы сформировать Sho-Bud, первую компанию, занимающуюся исключительно производством педальных слайд-гитар.
Эммонс продолжал вносить новшества в конструкцию слайд-гитары, добавив две дополнительные струны (известные как «хроматика») и третью педаль, эти изменения, были приняты в качестве стандарта в современном инструменте E9. Дополнительные струны позволяют музыканту играть мажорную гамму, не перемещая слайд. Он также разработал и запатентовал механизм для повышения и понижения высоты звука струны на слайд-гитаре и возврата к исходному тону, не выходя из строя. Инструменты Sho-Bud того времени имели все новейшие функции, ставшие стандартом: 10 струн, третью педаль и коленные рычаги.

## Современная педальная слайд-гитара
Педальная слайд-гитара продолжает оставаться дорабатывающимся и модифицирующимся инструментом. В Соединённых Штатах по состоянию на 2017 год гриф E9 более распространён, но большинство педальных слайд-гитар по-прежнему имеют два грифа. C6 обычно используется для вестерн-свинга, а гриф E9 чаще всего для музыки кантри. Разные грифы имеют совершенно разное звучание. C6 имеет более широкий диапазон высоты звука, чем E9, базирующаяся в основном на низких нотах.
Некоторые музыканты предпочитают разные гитарные строи в зависимости от того, какие функции выполняют педали и рычаги, и какая настройка струн предпочтительнее. В начале 1970-х годов музыкант Том Брэдшоу ввёл термин копдентный (/koʊˈpiːdənt/ koh-PEE-dənt), который представляет собой комбинацию слов «аккорд-педальная аранжировка». Часто отображаемый в виде таблицы, это способ представляет собой обозначение строя инструмента, строя педали и рычага, а также толщины и обмотки струн (количество витков вокруг оси колка).
Существуют сторонники «универсального строя» ввёл термин копдентный, объединяющего два самых популярных современных строя (E9 и C6) в один (на 12- или 14-струнном грифе), который включает в себя некоторые особенности каждой из них. Строй был разработан Морисом Андерсоном, а затем модифицирован Ларри Беллом. Понижая строй C6 на полтона, чтобы сделать его B6, получается похожий на E9 звук на том же грифе, это называется строем E9 / B6.

## Использование в нетрадиционных жанрах
Педальная слайд-гитара чаще всего ассоциируется с американским кантри, но иногда её также можно услышать в джазе, духовной музыке, поп-музыке, ню-джазе и африканской музыке. В Америке 1930-х годов, во время волны популярности слайд-гитары, этот инструмент использовался в «Доме Бога», ветви афроамериканской пятидесятнической деноминации, базирующейся в основном в Нэшвилле и Индианаполисе. Звук не был похож на типичную американскую музыку кантри. Слайд-гитара понравилась прихожанам и ей начали часто заменять орган. Использование педальной (а не лэповой) слайд-гитары в церковной музыке было впервые задокументировано в 1952 году, но она стало распространённым явлением лишь в начале 1970-х. Этот музыкальный жанр, известный как «Священная слайд-гитара», был в значительной степени нишевым, пока в 2000-х годах его не популяризировал Роберт Рэндольф (сын священника) начав играть на педальной слайд-гитаре в подростковом возрасте, впоследствии получив признание среди критиков. Так Нил Штраус из The New York Times, назвал Рэндольфа «одним из самых оригинальных и талантливых педальных слайд-гитаристов своего поколения».
Педальная слайд-гитара стала визитной карточкой нигерийской музыки джуджу в конце 1970-х. Кинг Санни Аде использовал этот инструмент в своём оркестре из 17 человек, который, как писал обозреватель The New York Times Джон Парелес, задействовал «тванг из американского блюза и кантри». Норвежский трубач Нильс Петтер Молваер, считающийся пионером ню-джаза (смесь джаза и электронной музыки), выпустил альбом Switch, в котором звучит педальная слайд-гитара.